# Mario Martín Rielves
Mario Martín Rielves (Sonseca, 5 marzo 2004) è un calciatore spagnolo, centrocampista del Getafe in prestito dal Real Madrid.

## Carriera

### Club
Martín è cresciuto nel settore giovanile del Real Madrid ed ha debuttato con il Castilla il 24 ottobre 2021 nell'incontro di Primera División RFEF perso 3-1 contro l'Atlético Sanluqueño. Divenuto membro stabile della seconda squadra, il 26 gennaio 2023 ha fatto il suo esordio con le Merengues nella partida di Coppa del Re vinta 3-1 contro l'Atlético Madrid.
Il 23 agosto 2024 è stato ceduto in prestito per una stagione al Real Valladolid.
Il 29 luglio 2025 viene ceduto in prestito al Getafe.

### Nazionale
Ha giocato con la nazionale spagnola Under-19.

## Statistiche

### Presenze e reti nei club
Statistiche aggiornate al 5 luglio 2025.
| Stagione                    | Squadra                     | Campionato                  | Campionato | Campionato | Coppe nazionali | Coppe nazionali | Coppe nazionali | Coppe continentali | Coppe continentali | Coppe continentali | Altre coppe    | Altre coppe | Altre coppe | Totale | Totale | Totale |
| Stagione                    | Squadra                     | Comp                        | Pres       | Reti       | Comp            | Pres            | Reti            | Comp               | Pres               | Reti               | Comp           | Pres        | Reti        | Pres   | Reti   |        |
| --------------------------- | --------------------------- | --------------------------- | ---------- | ---------- | --------------- | --------------- | --------------- | ------------------ | ------------------ | ------------------ | -------------- | ----------- | ----------- | ------ | ------ | ------ |
| 2021-2022                   | Real M. Castilla            | PDR                         | 20         | 0          | -               | -               | -               | -                  | -                  | -                  | -              | -           | -           | 20     | 0      |        |
| 2022-2023                   | Real M. Castilla            | PF                          | 30         | 0          | -               | -               | -               | -                  | -                  | -                  | -              | -           | -           | 30     | 0      |        |
| 2023-2024                   | Real M. Castilla            | PF                          | 27         | 0          | -               | -               | -               | -                  | -                  | -                  | -              | -           | -           | 27     | 0      |        |
| Totale Real Madrid Castilla | Totale Real Madrid Castilla | Totale Real Madrid Castilla | 77         | 0          |                 | -               | -               |                    | -                  | -                  |                | -           | -           | 77     | 0      |        |
| 2022-2023                   | Real Madrid                 | PD                          | 0          | 0          | CR              | 1               | 0               | UCL                | 0                  | 0                  | SS             | 0           | 0           | 1      | 0      |        |
| 2023-2024                   | Real Madrid                 | PD                          | 2          | 0          | CR              | 1               | 0               | UCL                | 0                  | 0                  | SS             | 0           | 0           | 3      | 0      |        |
| Totale Real Madrid          | Totale Real Madrid          | Totale Real Madrid          | 2          | 0          |                 | 2               | 0               |                    | 0                  | 0                  |                | 0           | 0           | 4      | 0      |        |
| 2024-2025                   | Real Valladolid             | PD                          | 30         | 0          | CR              | 2               | 0               | -                  | -                  | -                  | -              | -           | -           | 32     | 0      |        |
| giu.-lug. 2025              | Real Madrid                 | PD                          | -          | -          | CR              | -               | -               | UCL                | -                  | -                  | SU+CInt+SS+Cmc | 0           | 0           | 0      | 0      |        |
| Totale carriera             | Totale carriera             | Totale carriera             | 109        | 0          |                 | 4               | 0               |                    | 0                  | 0                  |                | 0           | 0           | 113    | 0      |        |

## Palmarès

### Club

#### Competizioni nazionali
- Coppa di Spagna: 1

Real Madrid: 2022-2023
- Campionato spagnolo: 1

Real Madrid: 2023-2024
- Supercoppa di Spagna: 1

Real Madrid: 2024